# Тайна (фильм, 1979)
«Тайна» (англ. The Secret, иер. трад. 瘋劫, упр. 疯劫, кант.-рус.: Фун кип) — гонконгский драматический триллер 1979 года. В качестве режиссёра выступила Энн Хёй, а сценарий написала Джойс Чань. В главных ролях Сильвия Чжан, Тереза Чиу и Чхёй Сиукён.

## Сюжет
В лесу на окраине Гонконга обнаружены тела двух человек: молодая пара была убита и повешена на ветвях деревьев. Жертвами оказались Лэй Юнь и её жених, доктор Юнь Сичёк. Вскрытие не выявляет никаких признаков сексуального насилия, и полиция заходит в тупик в своём расследовании, пока давление со стороны общественности не заставит их признать в качестве виновного душевнобольного парня, живущего вместе со своей матерью недалеко от места убийства.
Линь Чинмин — подруга и соседка Лэй Юнь и её семьи, а также медсестра в больнице, в которой работал убитый Юнь Сичёк. Чинмин не удовлетворяет версия полиции, и она начинает своё расследование убийства.

## В ролях
| Актёр       | Роль           |
| ----------- | -------------- |
| Сильвия Чан | Линь Чинмин    |
| Тереза Чиу  | Лэй Юнь        |
| Чхёй Сиукён | душевнобольной |
| Ли Хе Сук   | Муй Сиукэй     |
| Алекс Мань  | Юнь Сичёк      |
| Лай Чёкчёк  | бабушка        |
| Лоу Куокхун | Чау Тунсин     |
| Кен Чан     | детектив       |
| Джордж Лам  | врач           |

## В домашнем кинопрокате
Премьера в кинотеатрах Гоконга состоялась 1 ноября 1979 года. Спустя две недели кинопроката кассовые сборы картины составили 2 134 983 HK$.

## Номинации и награды
| Кинопремия                          | Категория                    | Лауреат / претендент   | Результат |
| ----------------------------------- | ---------------------------- | ---------------------- | --------- |
| 17-й кинофестиваль «Золотая лошадь» | Кинодрама высшего разряда    | Unique Films Co., Ltd. | Победа    |
| 17-й кинофестиваль «Золотая лошадь» | Лучшая режиссура             | Энн Хёй                | Номинация |
| 17-й кинофестиваль «Золотая лошадь» | Лучший оригинальный сценарий | Джойс Чань             | Номинация |
| 17-й кинофестиваль «Золотая лошадь» | Лучшая операторская работа   | Чун Чимань             | Победа    |
| 17-й кинофестиваль «Золотая лошадь» | Лучший монтаж                | Гамильтон Ю            | Победа    |